# Контрада Спинасанта (Палермо)
Контрада Спинасанта је насеље у Италији у округу Палермо, региону Сицилија.
Према процени из 2011. у насељу је живело 14 становника. Насеље се налази на надморској висини од 317 м.